# Balmaha and Milton of Buchanan
Balmaha and Milton of Buchanan ist eine Gemeinde (Community Council Area), die im Norden von Schottland in der Region Stirling liegt.

## Geographie
Die Gemeinde liegt im äußersten Westen der Region und erstreckt sich entlang des östlichen Ufers des Sees Loch Lomond. In ihrem Südosten befinden sich die namensgebenden Orte Balmaha und Milton of Buchanan, in ihrem Norden der Berg Ben Lomond. Die Fläche beträgt 106 Quadratkilometer, auf denen beim Zensus 2011 481 Einwohner lebten. Innerhalb der Region Stirling bildet sie (hier verkürzt als Buchanan) eine der 42 Community Council Areas. Angrenzende sind, beginnend im Norden und dann im Uhrzeigersinn, Strathard, Gartmore und Drymen.